# Post-partum-PTSS
Posttraumatische stressstoornis (PTSS) is een angststoornis die kan ontstaan na het meemaken van een traumatische gebeurtenis zoals een aanslag of verkrachting. Sinds medio jaren 90 zijn er wetenschappelijke publicaties waarin wordt aangegeven dat de bevalling ook als een traumatische gebeurtenis ervaren kan worden. PTSS na een bevalling komt voor bij ongeveer 1-2% van de vrouwen. PTSS kan alleen gediagnosticeerd worden wanneer aan alle DSM-5-criteria wordt voldaan, 22-40% van de vrouwen heeft echter symptomen van PTSS zonder aan alle criteria te voldoen.

## Risicofactoren voor PTSS na bevalling

### Medisch verloop van de zwangerschap en/of bevalling
- Spoedkeizersnede
- Kunstverlossing
- Zwangerschapscomplicaties zoals vroeggeboorte, zwangerschapsvergiftiging of HELLP-syndroom

### Ervaring van de bevalling
- Weinig steun ervaren van zorgverleners
- Weinig steun van partner
- Dissociatie tijdens de bevalling
- Gevoel van controleverlies
- Negatieve emoties
- Duur van de bevalling (kort of juist zeer lang)
- Zeer pijnlijke bevalling

### Psychosociale factoren
- Eerder trauma (met name seksueel misbruik/geweld)
- Depressie tijdens de zwangerschap of na de bevalling
- Hevige angst voor de bevalling
- Niet goed met stress kunnen omgaan

## Gevolgen van PTSS door een traumatische bevalling
- Depressie (hoge comorbiditeit)
- Verhoogd misbruik van alcohol en andere stoffen
- Diepgaande problemen met relatie van moeder tot baby, bijvoorbeeld problemen met borstvoeding en hechting (ook op langere termijn)
- Seksuele vermijding
- Tokofobie (angst voor een volgende bevalling)
- Verzoeken om een geplande keizersnede in volgende zwangerschappen zonder medische noodzaak
- Over-waakzaamheid en nervositeit over de gezondheid van het kind
- Relatieproblemen en/of -breuk. In andere groepen van PTSS-slachtoffers (bv. Vietnamveteranen) is de stoornis verbonden aan huwelijks- of relatiebreuk
- Vermijding van toekomstige medische zorg

Zorgwekkend is dat er aanduidingen zijn dat vrouwen medische behandelingen zoals uitstrijkjes vermijden. Voor veel vrouwen bestaat de grootste zorg in de dagelijkse moeilijkheden die zij tegenkomen bij de hechting met hun baby. De baby kan hierbij gezien worden als constante herinnering aan en oorzaak van het trauma.

## Verschil met post-partumdepressie
Wat PTSS na een bevalling onderscheidt van een  post-partumdepressie (PPD) zijn vooral de herbelevingen, verhoogde waakzaamheid en schrikreacties. Ongewild komen beelden op van de bevalling, komt opeens de geur van het ziekenhuis terug of krijgen vrouwen nachtmerries (wat tot slaapproblemen kan leiden). Deze oncontroleerbare herbelevingen kunnen erg ingrijpend zijn voor het dagelijks functioneren. Flashbacks kunnen leiden tot angstaanvallen. Als gevolg hiervan gaan getroffenen vaak factoren vermijden die deze gedachten triggeren.
Het lichaam van de vrouw is constant ‘alert’ door de stresshormonen, dit leidt tot prikkelbaarheid, onrust en angst. Dit kan, bovenop de last die het legt op de psyche en het lichaam van de vrouw, leiden tot relatieproblemen en onbegrip van anderen, terwijl sociale steun juist zo belangrijk is bij het verwerken van een heftige bevalling.

## Obstetrisch geweld
Met obstetrisch geweld wordt gedoeld op de door vrouwen waargenomen aantasting van het lichaam door hulpverleners tijdens een bevalling. Slachtoffers kunnen ook het gevoel hebben dat zij gedwongen zijn tijdens de bevalling bepaalde procedures te ondergaan, zonder dat ze voldoende informatie over die procedures hebben gekregen. In het Engels wordt hiervoor de term birth rape gebruikt, nadat bleek dat de beleving van een traumatische bevalling overeenkomsten vertoont met die van een verkrachting.
De Nederlandse term obstetrisch geweld omvat meer dan "birth rape", ook het gekleineerd of niet gehoord worden tijdens een bevalling vallen er bijvoorbeeld onder.

## Tokofobie
Tokofobie is een pathologische angst voor bevallen wat kan leiden tot het vermijden van een bevalling (door bijvoorbeeld een geplande keizersnede te eisen in plaats van natuurlijk te bevallen). Tokofobie komt voor bij ongeveer 13% van de vrouwen. Er zijn twee soorten te onderscheiden:
- Primaire tokofobie: morbide angst voor bevallen bij een vrouw die nog nooit eerder zwanger is geweest.
- Secundaire tokofobie: morbide angst voor bevallen, ontwikkeld na een eerdere traumatisch ervaren bevalling. Secundaire tokofobie kan ook voorkomen na een miskraam, doodgeboorte, of afgebroken zwangerschap.

De angst van vrouwen die lijden aan tokofobie is meestal gericht op:
- Angst voor pijn
- Eerdere traumatische ervaring (bv. seksueel misbruik)
- Verlies van controle
- Gevoel van hulpeloosheid ten opzichte van de bevalling
- Nervositeit over het ouderschap
- Weinig of geen steun uit de omgeving
- Medicalisering van bevallingen
- Weinig vertrouwen in zorgverleners
- ‘Horrorverhalen’ van andere vrouwen en de media
- Eerdere bevallingservaringen (secundaire tokofobie)

## Mogelijke behandelvormen

### Eye Movement Desensitization and Reprocessing
Eye movement desensitization and reprocessing (EMDR) is een behandeling bij PTSS-klachten. Er is  wetenschappelijk onderzoek naar de werking van EMDR gedaan waaruit werkzaamheid is gebleken. Er zijn gevallen bekend waarbij na enkele behandelsessies al effect merkbaar was. EMDR is echter geen therapie die elke traumatische ervaring even snel kan wegnemen, het kan zijn dat behandeling een jarenlang proces is. Het uitgangspunt van EMDR is dat het maken van zijwaartse oogbewegingen in combinatie met het ophalen van de traumatische herinnering leidt tot vermindering van de levendigheid en de emotionele lading van die herinnering.

### Cognitieve gedragstherapie
Cognitieve gedragstherapie is een combinatie van gedragstherapie en gesprekstherapie. Tijdens deze therapie staan de cognities centraal: gedachtes, fantasieën, herinneringen en opvattingen over bepaalde gebeurtenissen. Bij cognitieve gedragstherapie leert de cliënt negatieve gedachtepatronen te ontdekken en te veranderen, zoals:
‘Ik ben een slechte moeder’,
‘Andere vrouwen voelen zich wel goed na hun bevalling, ik ben vast zwakker dan zij’,
‘Ik wil nooit meer bevallen’.
Ook gevoelens van afstand tot de baby of boosheid kunnen hierin een rol spelen. Wanneer de cliënt leert deze negatieve gedachtes anders te interpreteren, kan zij objectiever kijken naar wat er gebeurd is. Hierdoor kunnen uiteindelijk negatieve gevoelens verdwijnen die het terugdenken aan de bevalling opwekt.

## Screeningsvragenlijst PTSS
Een persoon kan over de gevolgen die het meemaken van een traumatische gebeurtenis heeft bevraagd worden door middel van de Trauma Screening Questionnaire (TSQ) vragenlijst. Ze luidt als volgt:
Deze vragenlijst gaat over uw persoonlijke reactie op de traumatische gebeurtenis die u heeft meegemaakt. Geef aan (ja/nee) of u ten minste 2 maal in de afgelopen week het volgende hebt ondervonden.
1. Verontrustende gedachten of herinneringen aan de gebeurtenis die in uw hoofd opkomen tegen uw wil in.
2. Verontrustende dromen over de gebeurtenis.
3. U gedragen of u voelen alsof de gebeurtenis opnieuw plaatsvindt.
4. Van streek raken door dingen die u aan de gebeurtenis herinneren.
5. Lichamelijke reacties (zoals snelle hartslag, steen in de maag, zweten, duizeligheid) wanneer u herinnerd wordt aan de gebeurtenis.
6. Moeilijk in slaap kunnen komen of te vroeg wakker worden.
7. Geïrriteerdheid of woedeaanvallen.
8. Moeite hebben met concentreren.
9. Verhoogd bewustzijn van mogelijke gevaren voor uzelf en anderen.
10. Gespannen zijn of schrikken van iets onverwachts.

Indien zes of meer van bovenstaande vragen met ‘ja’ beantwoord zijn heeft de cliënt mogelijk last van PTSS.